# Malena Alterio
Malena Alterio (ur. 21 stycznia 1974) – argentyńska aktorka filmowa i telewizyjna.

## Filmografia
Filmy
- 2001: El palo jako Violeta „Pecholata”
- 2003: Głosy w mroku (Las voces de la noche) jako Julia
- 2005: Dias de cine jako Gloria
- 2007: Wieża Suso (La torre de Suso) jako Marta
- 2008: Una palabra tuya jako Rosario
- 2009: Nacidas para sufrir jako Marta
- 2011: Pięć metrów kwadratowych (Cinco metros cuadrados, 2011) jako Virginia
- 2015: Zabłąkani (Perdiendo el norte) jako Marisol
- 2019: Bajo el mismo techo jako Lucía
- 2022: Lustereczko, lustereczko (Espejo, espejo) jako Lucía
- 2023: Terapia dla par (Bajo terapia) jako Marta
- 2023: Que nadie duerma jako Lucía
- 2024: Mala persona jako Sagrario
- 2024: Odio el verano jako Marisa

Seriale
- 2003: El comisario jako Lorena
- 2003–2006: Aquí no hay quien viva jako Belén López Vázquez
- 2007: La que se avecina jako Cristina Aguilera
- 2011: List do Evity (Una carta para Evita) jako Lilian
- 2011: BuenAgente jako Lola
- 2015: Rabia jako Silvia Soler
- 2016: El hombre de tu vida jako Gloria Rubio
- 2017–2020: Vergüenza jako Nuria
- 2019–2021: Señoras del (h)AMPA jako Lourdes Sanguino

## Nagrody
Alterio dostała w 2024 roku nagrodę Goya dla najlepszej aktorki, za rolę w filmie Que nadie duerma.